# Olympische Winterspiele 2006/Freestyle-Skiing
Bei den XX. Olympischen Winterspielen 2006 fanden vier Wettbewerbe im Freestyle-Skiing statt. Austragungsort war Sauze d’Oulx-Jouvenceaux, 82 Kilometer westlich von Turin. Die Kapazität betrug 7.110 Zuschauer.

## Bilanz

### Medaillenspiegel
| Platz | Land                | Gold | Silber | Bronze | Gesamt |
| ----- | ------------------- | ---- | ------ | ------ | ------ |
| 1     | Volksrepublik China | 1    | 1      | –      | 2      |
| 2     | Australien          | 1    | –      | 1      | 2      |
| 3     | Kanada              | 1    | –      | –      | 1      |
| 3     | Schweiz             | 1    | –      | –      | 1      |
| 5     | Finnland            | –    | 1      | –      | 1      |
| 5     | Norwegen            | –    | 1      | –      | 1      |
| 5     | Belarus             | –    | 1      | –      | 1      |
| 8     | Frankreich          | –    | –      | 1      | 1      |
| 8     | Russland            | –    | –      | 1      | 1      |
| 8     | Vereinigte Staaten  | –    | –      | 1      | 1      |

### Medaillengewinner
| Konkurrenz  | Gold            | Silber                  | Bronze           |
| ----------- | --------------- | ----------------------- | ---------------- |
| Aerials     | Han Xiaopeng    | Dsmitryj Daschtschynski | Wladimir Lebedew |
| Buckelpiste | Dale Begg-Smith | Mikko Ronkainen         | Toby Dawson      |

| Konkurrenz  | Gold          | Silber    | Bronze        |
| ----------- | ------------- | --------- | ------------- |
| Aerials     | Evelyne Leu   | Li Nina   | Alisa Camplin |
| Buckelpiste | Jennifer Heil | Kari Traa | Sandra Laoura |

## Ergebnisse Männer

### Aerials
| Platz | Land | Sportler                | Punkte |
| ----- | ---- | ----------------------- | ------ |
| 1     | CHN  | Han Xiaopeng            | 250,77 |
| 2     | BLR  | Dsmitryj Daschtschynski | 248,68 |
| 3     | RUS  | Wladimir Lebedew        | 246,76 |
| 4     | BLR  | Aljaksej Hryschyn       | 245,18 |
| 5     | CAN  | Kyle Nissen             | 244,91 |
| 6     | CAN  | Warren Shouldice        | 239,70 |
| 7     | USA  | Jeret Peterson          | 237,48 |
| 8     | BLR  | Anton Kuschnir          | 227,66 |
| 9     | RUS  | Jewgeni Brailowski      | 223,61 |
| 10    | CHE  | Renato Ulrich           | 204,75 |
|       |      |                         |        |
| 14    | CHE  | Thomas Lambert          | 214,77 |

Qualifikation: 20. Februar 2006, 18:30 Uhr 
 Finale: 23. Februar 2006, 18:30 Uhr
Anlage: „Pin Court“ 

Anlauflänge: 62 m; Anlaufgefälle: 27° 
 Auslauflänge: 39 m; Auslaufgefälle: 36,5°
31 Teilnehmer, davon 28 in der Wertung.

### Buckelpiste
| Platz | Land | Sportler          | Punkte |
| ----- | ---- | ----------------- | ------ |
| 1     | AUS  | Dale Begg-Smith   | 26,77  |
| 2     | FIN  | Mikko Ronkainen   | 26,62  |
| 3     | USA  | Toby Dawson       | 26,30  |
| 4     | CAN  | Marc-André Moreau | 25,62  |
| 5     | SWE  | Jesper Björnlund  | 25,21  |
| 6     | USA  | Jeremy Bloom      | 25,17  |
| 7     | USA  | Travis Mayer      | 24,91  |
| 8     | FIN  | Juuso Lahtela     | 24,42  |
| 9     | USA  | Travis Cabral     | 24,38  |
| 10    | FRA  | Guilbaut Colas    | 23,60  |
|       |      |                   |        |
| 15    | GER  | Christoph Stark   | 22,84  |
| 28    | GER  | Gerhard Blöchl    | 21,16  |

Datum: 15. Februar 2006, 14:00 Uhr (Qualifikation), 17:30 Uhr (Finale)
Piste: „Pin Court“ 

Pistenlänge: 223 m; Pistenbreite: 10 m; Gefälle: 26,5°
35 Teilnehmer, alle in der Wertung.

## Ergebnisse Frauen

### Aerials
| Platz | Land | Sportler       | Punkte |
| ----- | ---- | -------------- | ------ |
| 1     | CHE  | Evelyne Leu    | 202,55 |
| 2     | CHN  | Li Nina        | 197,39 |
| 3     | AUS  | Alisa Camplin  | 191,39 |
| 4     | CHN  | Xu Nannan      | 191,23 |
| 5     | BLR  | Assol Sliwez   | 177,75 |
| 6     | CHN  | Guo Xinxin     | 174,85 |
| 7     | CHE  | Manuela Müller | 159,14 |
| 8     | AUS  | Jacqui Cooper  | 152,69 |
| 9     | RUS  | Anna Sukal     | 152,04 |
| 10    | BLR  | Ala Zuper      | 137,84 |

Qualifikation: 21. Februar 2006, 18:30 Uhr 
 Finale: 22. Februar 2006, 19:15 Uhr
Anlage: „Pin Court“ 

Anlauflänge: 62 m; Anlaufgefälle: 27° 
 Auslauflänge: 39 m; Auslaufgefälle: 36,5°
23 Teilnehmerinnen, alle in der Wertung.
Das Finale musste wegen dichten Nebels um eine halbe Stunde verschoben werden. Die Australierin Jacqui Cooper stellte in der Qualifikation mit 213,36 Punkten einen neuen Weltrekord auf, stürzte jedoch im Finaldurchgang.

### Buckelpiste
| Platz | Land | Sportler          | Punkte |
| ----- | ---- | ----------------- | ------ |
| 1     | CAN  | Jennifer Heil     | 26,50  |
| 2     | NOR  | Kari Traa         | 25,65  |
| 3     | FRA  | Sandra Laoura     | 25,37  |
| 4     | SWE  | Sara Kjellin      | 24,74  |
| 5     | JPN  | Aiko Uemura       | 24,01  |
| 6     | CZE  | Nikola Sudová     | 23,58  |
| 7     | CAN  | Kristi Richards   | 23,30  |
| 8     | CAN  | Audrey Robichaud  | 23,10  |
| 9     | ITA  | Deborah Scanzio   | 23,00  |
| 10    | USA  | Shannon Bahrke    | 22,82  |
|       |      |                   |        |
| 17    | AUT  | Margarita Marbler | 20,79  |

Datum: 11. Februar 2006, 15:00 Uhr (Qualifikation), 19:00 Uhr (Finale)
Piste: „Pin Court“ 

Pistenlänge: 223 m; Pistenbreite: 10 m; Gefälle: 26,5°
30 Teilnehmerinnen, alle in der Wertung.
Alle 30 Läuferinnen bestritten eine Qualifikationsdurchgang, woraus sich die 20 Besten für das Finale qualifizierten. Im Finale wurde ebenfalls ein Durchgang gefahren, wobei die Punkte aus der Qualifikation nicht mehr berücksichtigt wurden. Kari Traa gewann nach Bronze 1998 in Nagano und Gold vier Jahre später in Salt Lake City ihre dritte olympische Medaille. Jennifer Heil hatte in Salt Lake City noch die Bronzemedaille um 0,01 Punkte verpasst. Diesmal siegte sie souverän. Die amtierende Weltmeisterin Hannah Kearney verpasste als 22. der Qualifikation das Finale deutlich.